# IC 4032
IC 4032 је лентикуларна галаксија у сазвјежђу Береникина коса која се налази на листи објеката дубоког неба у Индекс каталогу.
Деклинација објекта је + 28° 52' 4" а ректасцензија 13h 0m 25,8s. Привидна величина (магнитуда) објекта IC 4032 износи 14,5 а фотографска магнитуда 15,5. IC 4032 је још познат и под ознакама MCG 5-31-83, CGCG 160-85, PGC 44756.